# Vårø
Vårø er en lille by beliggende på det sydlige Tåsinge med ca. 34 ejendomme 74 indbyggere. Ejendommene er en blanding af ophørte erhverv som : 
- Købmand, lå centralt i byen
- Tømrer og Snedker værksted
- Murervirksomhed
- Smedie værksted
- Fiskeri (uden fysisk butik)
- Husmandssteder
- Gårde
- Alm. huse

Indtil starten af 1900 lå præstegården i Vårø og sognet var benævnt herefter "Vårø sogn" trods kirken er placeret i Bjerreby på bakketoppen.
Byen er nok mest kendt for Vårø Monnet som er et 250 tønderland stort græsengsareal med “knuden” som hæver sig 8 meter over havet på den S/V landpynt af Monnet.
Det er Vårø Bylaug, der stadig har til opgave, tilser og passer Monnet. I 1984 blev Monnet fredet og 1/2 fredet for jagt.
Der var oprindelig 15 aktive landbrug i Landsbyen, det sidste lukkede ned i 2010. De tilhørende jorde er oftest frasolgt ejendommene og samlet i størrer arealer, under de få resterende landbrug på Ø`en
Det lokale bylav kan spore sin historie tilbage til middelalderen og fungerer stadig den dag i dag. Det bestod oprindeligt af 11 gårde/husmandssteder fordelt på 7 helparter og 4 halvparter (tilsammen 9 helparter). Alle gårdene lå i, eller i tilknytning til Vårø.
Gårde, som oprindelig havde helpart i Vårø Monnet:
- Vårøvej 14
- Vårøvej 19
- Vårøvej 30 Nielstrup Gård
- Bylavsvej 4
- Hylstensbjergvej 1
- Hylstensbjergvej 2
- Monnetvej 8 Torneløkke
- Monnetvej 21

Gårde med halvpart:
- Vårøvej 14
- Vårøvej 22
- Vårøvej 41 lille Nielstrup
- Monnetvej 1

|  | Denne artikel om lokaliteten Vårø kan blive bedre, hvis der indsættes et (bedre) billede. Du kan hjælpe ved at afsøge Wikimedia Commons for et passende billede eller lægge et op på Wikimedia Commons med en af de tilladte licenser og indsætte det i artiklen. |

54°57′37″N 10°35′09″Ø / 54.9604°N 10.5859°Ø